# Metanephrops andamanicus
Metanephrops andamanicus is een kreeftensoort uit de familie van de Nephropidae. De wetenschappelijke naam van de soort is voor het eerst geldig gepubliceerd in 1892 door Wood-Mason.